# Zygorhynchus heterogamus
Zygorhynchus heterogamus är en svampart som först beskrevs av Paul Vuillemin, och fick sitt nu gällande namn av Paul Vuillemin 1903. Zygorhynchus heterogamus ingår i släktet Zygorhynchus och familjen Mucoraceae.   Inga underarter finns listade i Catalogue of Life.